# Year-End Championships
Year-End Championships (eindejaarskampioenschappen) is een categorie waaronder bepaalde toernooien van het WTA-tenniscircuit werden en worden georganiseerd. Deze categorie omvatte in de periode 1972–2008 één toernooi per jaar, te weten de WTA Tour Championships. Sinds 2009 omvat deze categorie twee toernooien per jaar, nog steeds de WTA Tour Championships (sinds 2014 WTA Finals genoemd) en daarnaast het Tournament of Champions (sinds 2015 Elite Trophy genoemd).

## WTA Tour Championships c.q. WTA Finals
De WTA Tour Championships (sinds 2014 WTA Finals) zijn een tennistoernooi voor vrouwen aan het eind van het seizoen. Alleen de acht beste tennisspeelsters uit het enkelspel en de vier (sinds 2014: acht) beste dubbelspelparen van het desbetreffende seizoen mogen deelnemen. Het toernooi staat dan ook bekend als het officieuze wereldkampioenschap van het vrouwentennis.
Het toernooi werd voor het eerst georganiseerd in 1972 in de Amerikaanse plaats Boca Raton, Florida. Tot en met 1986 werd het toernooi in maart georganiseerd. Nadat de WTA besloot om het tennisseizoen te koppelen aan het kalenderjaar, is het toernooi verschoven naar het eind van het jaar. Door deze verandering zijn in 1986 twee edities van het toernooi gehouden. In 1979 werd het toernooi verplaatst naar Madison Square Garden in New York, waar het tot en met het jaar 2000 werd georganiseerd. Later werd gespeeld in München, Los Angeles, Madrid, Doha, Istanboel, Singapore en sinds 2019 in Zhengzhou.

## Tournament of Champions (2009–2014)
Het Tournament of Champions was een jaarlijks terugkerend tennistoernooi voor vrouwen dat aan het eind van het seizoen werd gehouden in de periode 2009–2014. De officiële naam van het toernooi was Garanti Koza Tournament of Champions.
Aan het toernooi deden acht tennisspeelsters mee. Het ging eerstens om de zes beste speelsters van de wereldranglijst die niet waren gekwalificeerd voor het enkelspel van de WTA Tour Championships, mits zij minimaal één toernooi uit de categorie "International" hadden gewonnen. Daarnaast werden twee wildcards uitgereikt. Volgens de WTA gingen door dit systeem de "volgende generatie kampioenen" meedoen.
Het toernooi werd gespeeld op hardcourt. De eerste drie edities werden vanaf 2009 gehouden op het Indonesische eiland Bali in de badplaats Nusa Dua. Daar werd voordien (tot en met 2008) jaarlijks het WTA-toernooi van Bali georganiseerd. In de drie jaren 2012–2014 was Sofia (hoofdstad van Bulgarije) de plaats van handeling.

## WTA Elite Trophy (2015–...)
In 2015 werd het Tournament of Champions omgedoopt tot WTA Elite Trophy. Het enkelspeltoernooi werd daarbij uitgebreid tot twaalf speelsters, waarvan elf geselecteerd uit diegenen met ranking 9 tot en met 20, plus een wildcard. Aan het evenement werd bovendien een dubbelspeltoernooi van zes koppels toegevoegd.